# Gaoth Dobhair
Gaoth Dobhair je mjesto u Irskoj, smješteno na obali Atlantskoga oceana u općini Dún an nGall, dijelu Provincije Ulster (irski: Cúige Uladh). Proteže se na oko 25 kilometara od Mín an Chladaigh na sjeveru do Croichshlíja na jugu i oko 14 kilometara od Dún Lúichea na istoku do Machaire Chlochaira na zapadu. U Europi, najgušće je naseljeno ruralno područje. Službeno, Gaoth Dobhair je u Irskoj najveća župa u kojoj ipak prevladava irski jezik s oko 4 065 stanovnika, a ujedno je i sjedište sjeverozapadnoga regionalnog studija RTÉ Raidió na Gaeltachta koji svakodnevno emitira svoj program na irskome jeziku.
Gaoth Dobhair se sastoji od sela An Bun Beag, Na Dairí Beaga, Dún Lúiche, Croichshlíja i Bun an Leaca. Smješten je u podnožju najvišega vrha općine Dún an nGall, An Earagaila (Govornička vještina) visine 751 metra.
Poznat je po činjenici da je to kolijevka irske kulture, pošto stari irski običaji, folklorna glazba, kazališta, razna irska sportska događanja poput irskoga nogometa i hurlinga, te očuvana tradicija svakodnevnoga korištenja irskoga jezika igraju izuzetno važnu ulogu u životu lokalnoga stanovništva.

## Porijeklo imena
Ime Gaoth Dobhair dolazi od istoimene rimokatoličke župe. 
Gaoth se odnosi na morsku uvalu rijeke Croichshlí, poznatu kao An Ghaoth, a Dobhar je arhaična irska riječ značenja voda, pa se tako Gaoth Dobhar prevodi kao vodeno ušće. Engleski naziv Gaoth Dobhaira je Gweedore.

## Jezici
Područje je dvojezično. Dominira irski jezik, ali također se u svakodnevnome govoru koristi i engleski. Sve škole i vjerske ustanove se u svome radu koriste irskim jezikom. Svakoga ljeta stotine studenata iz cijele Irske pohađa Colaíste Cholmcile kako bi produbili svoje znanje i razumijevanje irske kulture i jezika.

## Povijest
Do početka 17. stoljeća, župa je bila sporadično naseljena. Tada započinje organizirano naseljavanje Ulstera od strane Velike Britanije. Kolonisti su bili iz područja Engleske i Škotske i po svojoj vjeroispovijesti anglikanci i prezbiterijanci. Irske obitelji su postupno bile protjerivane iz plodnoga područja rijeke Lagan u močvarno područje zapadnoga dijela Dún an nGalla. Većina iseljenika nije mogla dalje od Gaoth Dobhaira. Prvi engleski i škotski naseljenici su uglavnom naseljavali područja uz obalu ili na otocima i to u gusto zbijenim naseljima. 
Sredinom 19. stoljeća, životni je standard sve više opadao naseljavanjem novih bogatih zemljoposjednika poput Georga Hilla (1801 - 1879) i njegova sina Arthura. U povijesnim knjigama ostaje zapisan sukob lokalnoga župnika Séamusa Mac Pháidína, koji je bio gorljiv borac za prava svojih župljana, s moćnim lokalnim zemljoposjednicima. Sukob je eskalirao 3. veljače 1889. godine kada je u pokušaju da uhiti župnika inspektor William Martin ispred crkve Teach Phobail Mhuire, u selu Na Doirí Beaga ubio župljane koji su se tome protivili. Taj je težak događaj predstavio prekretnicu u zemljoposjedničkim sukobima u Gaoth Dobhairu. 
Mnoge povijesne knjige koje opisuju ovaj događaj, ali i mnoge druge povijesne zanimljivosti se većinom napisane i objavljivane na irskome jeziku. Jedan od najistaknutijih lokalnih povjesničara je pokojni Cáit Nic Giolla Bhríde.
U novijoj povijesti, zapažena je teška oluja koja je pogodila sve stanovnike ovoga područja. 23. lipnja 2009. godine jako olujno nevrijeme je pogodilo područje Gaoth Dobhaira. Trajala je nekoliko sati ostavljajući iza sebe uništene ceste i mostove, te uzrokujući izljevanje dviju rijeka iz svoga korita. Snažna grmljavina koja je trajala puna dva sata teško je oštetila dalekovode i uzrokovala teške smetnje u mobilnim signalima što je onemogućilo ljudima, koji su se našli zarobljeni u svojim kućama, da komuniciraju i pozovu pomoć. 20 kuća je bilo odsjećeno od vanjskoga svijeta nakon što su tri pristupna mosta bila odnešena naletom nabujalih rijeka. Oluja se smatra jednom od najžešćih od 1880. godine kada se je 5 ljudi utopilo u selu Na Doirí Beaga.

## Gospodarstvo
Tijekom 1980-ih i 1990-ih, dvadesetak velikih kompanija je u Gaoth Dobhairu započelo proizvodnju guma i gumenih proizvoda, tepiha, sredstava za čišćenje i sličnih kućnih potrepština. Ali, od 2001. godine, većina njih se je našla u ozbiljnim financijskim problemima, pošto nisu mogli konkurirati jeftinijim istočno-europskim proizvodima. 2003. godine, industrijsko područje je preimenovano u Páirc Ghnó Ghaoth Dobhair (Poslovni park Gaoth Dobhaira) i Údarás na Gaeltachta, lokalna državna agencija za ekonomski i kulturni razvoj je započela kampanju koja je bila namijenjena podupiranju ulaska raznih kompanija na područje Gaoth Dobhaira u nadi da će uspjeti oživjeti posrnulu privredu. Uskoro, škotska kompanija Contact 4 otvara tzv. call centre što je otvorilo nova radna mjesta, ali je taj projekt naposljetku napušten. Trenutno, gospodarstvo počiva na nekolicini supermarketa, lokalnih trgovina živežnih namirnica, frizerskim i kozmetičkim obrtima, ljekarnicama, kavanama i šest dobrostojećih hotela - Ostan Gweedore, Seaview Hotel, Derrybeg Hotel, Teac Jack, An Chúirt Hotel i Foreland Heights.

## Obrazovanje
Gaoth Dobhair ima pet osnovnih škola i to u Na Doirí Beagau, An Bun Beagu, Mín an Chladaighu, Dobharu i Luinneachu. Jedini srednjoškolski nastavak obrazovanja je moguć u Pobalscoil Ghaoth Dobhair (osnovanoj u Luinneachu 1977. godine). 2004. godine Nacionalno Sveučilište Irske, Galway je u Gaoth Dobhairu osnovalo Acadamh na hOllscaloíochta Gaeilge, tako osiguravajući program visokoga obrazovanja na irskome jeziku za 80 studenata godišnje.

## Prirodne ljepote
Gaoth Dobhair je nadaleko poznat po svojim prirodnim ljepotama. Zasigurno najpoznatija od njih je vrh An Earagail koji je okružen klisurama i jezerima takozvane Otrovane klisure (Poisoned Glen). Nadalje, u Gaoth Dobhairu se nalazi najveći irski nacionalni park Gleann Bheatha s dvorcem koji privlači mnogobrojne turiste. Bád Eddie (Eddiejev čamac) ili Cara Na Mara (Prijatelj mora) je olupina koja se nalazi na plaži Machaire Chlochaira još od ranih 70-ih kada se je brod nasukao zbog izrazito lošega vremena. 
Obala Gaoth Dobhaira se sastoji od pješčanih plaža i oštrih, ispresjecanih hridi. Također se ona sastoji od nekolicine manjih otoka: 
- Gabhla
- Inis Meáin
- Inis Oirthear
- Inis Sionnaigh
- Umthoinn
- Toraigh - ne nalazi se direktno na obali Gaoth Dobhaira, ali glavna trajektna polazišta su s obala Gaoth Dobhaira.

## Prijevoz
Željeznica Gaoth Dobhaira je bila otvorena za sve vrste prijevoza 9. ožujka 1903. godine, zatvorena za putnički prijevoz 3. lipnja 1940. godine, a 6. siječnja 1947. godine je u potpunosti napuštena. 
Autobusne linije koje kreću iz Gaoth Dobhaira uključuju Collins Coaches iz Dún an nGalla do Glasgowa, prijevoz Feda Ó Dónaill, Coyle's Coaches, John McGinley, Patrick Gallagher Coaches, a Crónán Mac je moguće privatno unajmiti za prijevoz. 

## Umjetnički rad
Gaoth Dobhair je poznat po tradicionalnoj irskoj glazbi koja se ponajviše izvodi u lokalnim konobama, osobito u konobi Hiúdaí Beag's u An Bun Beagu. Iz Gaoth Dobhaira potječe velik broj poznatih glazbenika. Tako je iz 19. stoljeća poznat glazbenik Tarlach Mac Suibhne koji je privukao pažnju izvanrednim sviranjem puhačkih instrumenata na Svjetskoj izložbi u Chicagu 1893. godine. U novije vrijeme, folk grupa Clannad, osnovana 1972. godine, diljem svijeta je prodala više od 15 milijuna primjeraka svojih albuma. Altan (isprva poznat kao Ceoltóiri Altan) sa svjetski poznatom gudačicom Maidréad Ní Mhaonaigh je još jedna uspješna grupa toga područja. Najuspješnija glazbenica je Eithne Ní Bhraonáin, poznatija kao Enya, koja je u karijeri svoje albume prodala u više od 80 milijuna primjeraka. Ostali poznati lokalni glazbenici su Aoife Ní Fhearraigh, Brídín Ní Bhraonaín, Na Casaidigh, Máire Ní Bhraonáin, Proinsias Ó Maonaigh, Gearóidín Breathnach i mnogi drugi. 
Postoje i dva aktivna zbora: Cór Mhuire Doirí Beaga, vođen Babom Ní Bhraonáin i Eileen Nic Suibhne, te Cór Thaobh'a Leithid, vođen Doimnicom Mac Giolla Bhrídeom.
Popularna Scoil Gheimhridh Frankie Kennedy (Zimska glazbena škola Frenkieja Kennedyja) održava se svake godine u čast poznatome flautistu, suprugu Maidréad Ní Mhaonaigh, koji je preminuo 1994. godine. 
Pjesma Gleanntáin Ghlas' Ghaoth Dobhair autora Proinsiasa Ó Maonaigha izražava posljednje zbogom zelenim poljima Gaoth Dobhaira. Jedna je od najomiljenijih pjesama u irskim pivnicama diljem svijeta. 
Iz Gaoth Dobhaira je i svjetski poznati plesač Breandán de Gallaí, predvodnik Riverdancea.

## Religija
Rimokatolička župa Gaoth Dobhaira ima četiri crkve: Teach Pobal Mhuire (sv. Marije) u Na Doirí Beagau (sagrađena 1972. godine, nakon što je stara crkvica višestruko poplavljena), Teach Pobail an Chroí Naofa (sv. Srca) u Dún Lúicheu (sagrađena 1893. godine), Teach Pobail Naomh Pádraig (sv. Patrika) u Mín Uí Bhaoillu (sagrađena 1938. godine) i Séipéal Cholucille (sv. Kolumba, jednoga od dvanaest apostola Irske) u Cnoc Folai (sagrađena 1933. godine). Jedina protestantska kapelica u Gaoth Dobhairu je kapelica sv. Patrika u An Bun Beagu.

## Galerija slika
- Pogled na Gaoth Dobhair s vrhom An Earagail u pozadini
- Glavna cesta R257 viđena kroz Na Doirí Beaga
- Pogled na Inis Sionnaigh
- Jedinstven pogled na Gaoth Dobhair
- Ovce na ispaši pored glavne ceste